# Encarnación Braut
Encarnación Braut (en catalán, Encarnació Braut), (Ripollet, 1913) es una pintora española, esposa de José María Brull Pagès.
Estudió magisterio en la Escuela Normal de Magisterio de Barcelona, donde recibió su título de maestra en 1933.
En 1930, como parte de su actividad docente, empezó a reunir un herbario de las plantas existentes en Ripòllet y los alrededores, el cual llegó a tener 130 plantas. En 1995, el herbario fue donado por su hija Nuria Brull a la asociación local Ripollet Natura.
Aprendió el oficio de pintora bajo las órdenes de Juan Vila Cinca. Entre los años 40 y 70 del pasado siglo dio clases de pintura en una escuela privada que abrió en Ripollet junto con su marido. Su primera exposición fue en 1974, en la sala Vayreda de Barcelona, participando posteriormente en otras.

## Obra
Sus pinturas son principalmente paisajes, sobre todo de ambiente mediterráneo, con especial mención de los detalles arquitectónicos.